# 舒埃凯馆
舒埃凯馆（シュウエケ邸；Choueke House）是日本兵库县神户市中央区山本通的一座異人館。
该建筑为2层木建筑，建于明治29年（1896年），由英国建筑师亚历山大·尼尔森·汉塞尔（Alexander Nelson Hansell）设计。目前作为重要传统的建造物群保存地区北野町山本通传统的建造物对外开放。馆内布置古老的家具、暖炉等，以及明治時代的浮世絵。

## 建築結構
- 設計者 -亚历山大·尼尔森·汉塞尔（Alexander Nelson Hansell）
- 竣工 - 明治29年（1896年）
- 構造 - 木造、地上2階
- 所在地 - 〒650-0003 兵庫県神戸市中央区山本通3-5-17

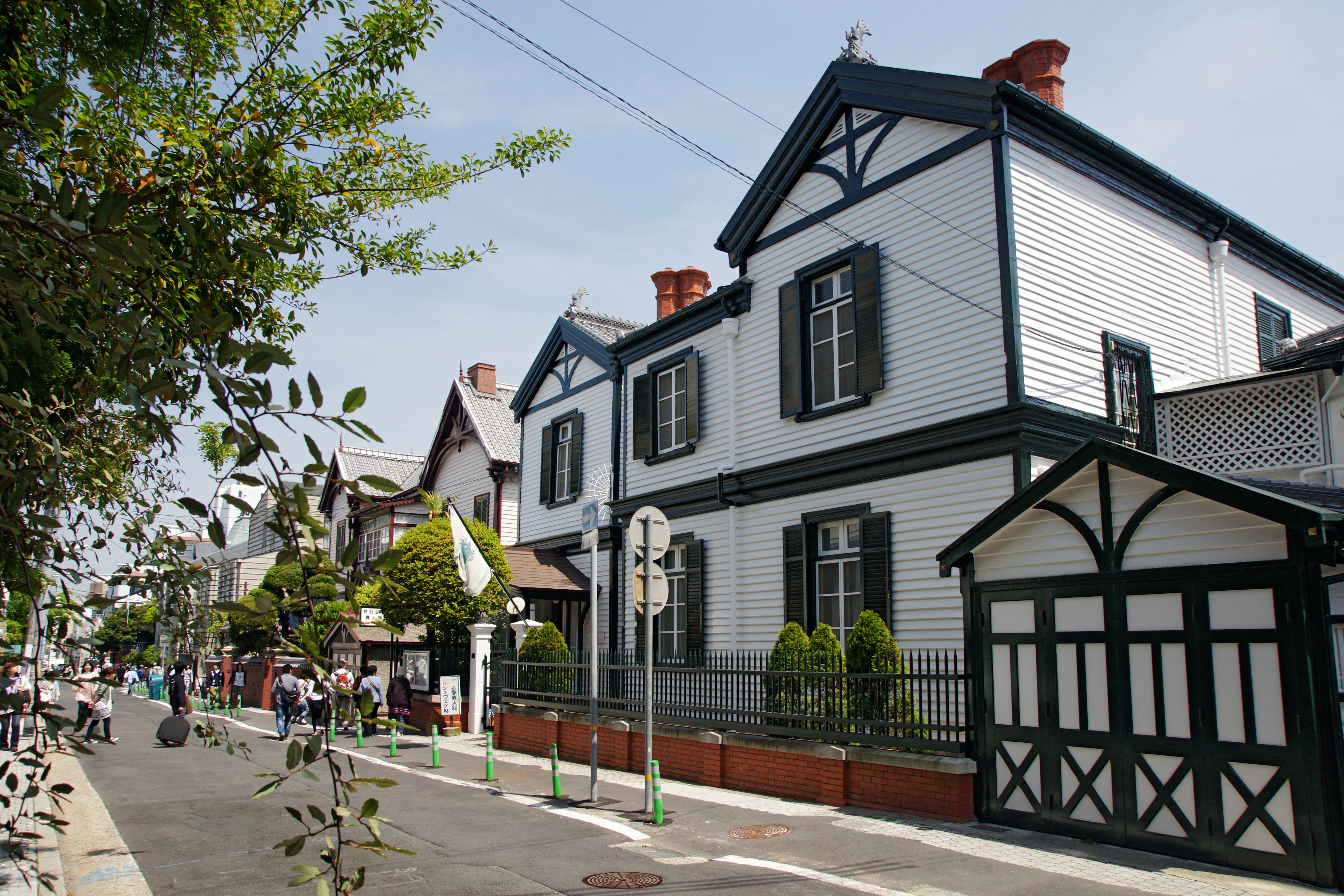

## 外部連結
- シュウエケ邸 | 神戸北野異人館街公式サイト （页面存档备份，存于）

34°41′52.48″N 135°11′13.92″E / 34.6979111°N 135.1872000°E